# Руда (Мелецький повіт)
Руда (пол. Ruda) — село в Польщі, у гміні Радомишль-Великий Мелецького повіту Підкарпатського воєводства.
Населення — 1573 особи (2011).
У 1975-1998 роках село належало до Тарновського воєводства.

## Демографія
Демографічна структура станом на 31 березня 2011 року:
|          | Загалом | Допрацездатний вік | Працездатний вік | Постпрацездатний вік |
| -------- | ------- | ------------------ | ---------------- | -------------------- |
| Чоловіки | 809     | 203                | 523              | 83                   |
| Жінки    | 764     | 198                | 419              | 147                  |
| Разом    | 1573    | 401                | 942              | 230                  |